# Polizei (Guernsey)

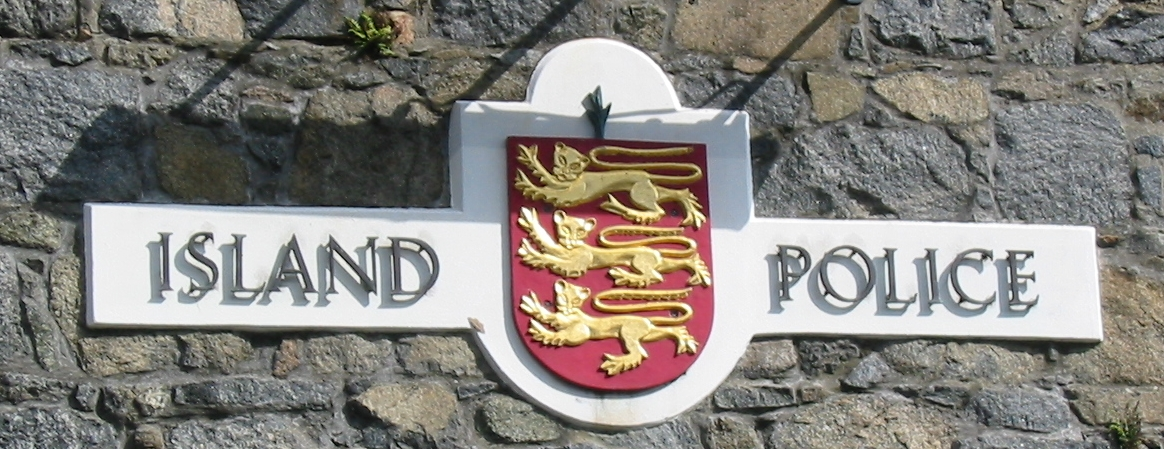
Schild am Polizeipräsidium, St. Peter Port

Die Polizei von Guernsey ist der Polizeidienst für die Vogtei Guernsey, eine juristische Untergruppe der Crown Dependencies innerhalb der Kanalinseln.
Die Vollstreckungszuständigkeit des Dienstes erstreckt sich auf die gesamte Vogtei und umfasst die Inseln Guernsey, Alderney, Herm und Sark. Die Polizei von Guernsey untersteht dem Ministerium für Innere Angelegenheiten der Regierung der Staaten von Guernsey.

## Geschichte
Wie in vielen Gemeinden bildete eine historische Entwicklung von Pfarrkonventen das System der Rechtsdurchsetzung für viele Jahrhunderte. Im 19. Jahrhundert beklagten sich die Einwohner Guernseys, dass dieses System für die wachsende Bevölkerung unzureichend sei, und es wurde eine professionelle Polizei gefordert. Die Pfarrkonstabler behielten ihre historische Rolle, aber ab 1853 wurden uniformierte Hilfskonstabler ernannt. Anfangs waren sie zu viert, mit Uniformmütze und Gürtel, die sie über ihrer Zivilkleidung trugen. Sie sorgten für eine hauptamtliche Polizeiarbeit, die den gewählten Gemeindevorstehern unterstellt war.
Die heutige Polizei wurde nach der Genehmigung durch die Deliberationsstaaten im März 1915 gebildet und bestand aus einem Inspektor, zwei Sergeants, zwei Corporals und elf Constables. Die formelle Gründung der Polizei erfolgte am 10. April 1920. Während der fünfjährigen deutschen Besetzung der Kanalinseln hatte die Polizei eine schwierige Zeit, während sie mit der deutschen Militärpolizei und der Feldgendarmerie zusammenarbeitete. Im Jahr 1945 nahm die Truppe ihre normale Funktion wieder auf und ist heute erheblich vergrößert, mit Stand 2018 hatte sie 151 Beamte. Diese werden von 94 zivilen Mitarbeitern unterstützt, die in Bereichen tätig sind, in denen keine Beamte benötigt werden.
Seit März 2015 werden Notrufe für alle Notdienste auf Guernsey über das Joint Emergency Services Control Centre (JESCC) geleitet, das Polizei, Feuerwehr, Rettungsdienst und Küstenwache miteinander verbindet.
Ende Januar 2019 leitete die Polizei von Guernsey die Ermittlungen zum hochkarätigen Verschwinden des argentinischen Fußballspielers Emiliano Sala, dessen Flugzeug zuletzt in der Nähe von Alderney Radarkontakt hatte.
Am 10. April 2020 feierte die Polizei von Guernsey ihr 100-jähriges Bestehen mit einer Reihe von geplanten Veranstaltungen, um dieses Ereignis zu feiern. Diese Veranstaltungen wurden angesichts der COVID-19-Pandemie verschoben, die zu einem Lockdown auf der Insel führte, da positive Fälle auf der Insel bestätigt wurden.

## Struktur und Ränge
Die Truppe wird von einem Chief Officer (CO) geleitet, mit zwei Deputy Chief Officer's (DCO) als gemeinsame Stellvertreter. Der aktuelle Chief Officer der Polizei von Guernsey ist Ruari Hardy, nachdem der vorherige Chief Officer, Patrick Rice, in den Ruhestand getreten ist. Ab 2020 sind die beiden stellvertretenden Chief Officers Philip Breban und Ian Scholes. Jede der vier Abteilungen innerhalb der Polizei von Guernsey wird von einem Chief Inspector geleitet; die Abteilungen sind uniformierte Einsätze, Kriminalitätsdienste, Einsätze und Spezialdienste. Zu den wichtigsten Einheiten innerhalb dieser vier Abteilungen gehören die Abteilung für Wirtschaftskriminalität, die Kampfmittelbeseitigungseinheit und die Polizeihundeabteilung.

## Special Constables
Die Polizei von Guernsey hat ein System von Special Constables, mit drei verschiedenen Arten von freiwilligen Beamten, die als „A“, „B“ oder „C“ Division der Special Constabulary bekannt sind.
A-Division Special Constables sind Vollzeitangestellte von Drittagenturen, denen begrenzte polizeiliche Befugnisse an ihrem Arbeitsplatz gewährt werden, um eine erste Reaktion zu gewährleisten, während professionelle Polizeibeamte zu einem Vorfall reisen; zum Beispiel sind eine Reihe von Krankenhauspförtnern als A-Division Special Constables vereidigt, um ein erhöhtes Maß an Krankenhaussicherheit zu gewährleisten.
B-Division-Special-Constables sind vollständig ausgebildet, um ihre Vollzeit-Kollegen in allen Aspekten der Polizeiarbeit zu unterstützen. Sie werden häufig gemeinsam mit professionellen Kollegen bei öffentlichen Großveranstaltungen und an Wochenenden eingesetzt.
C-Division Special Constables nehmen die Aufgaben eines Verkehrswächters wahr, haben aber bestimmte polizeiliche Befugnisse in Bezug auf die Verkehrsregelung, z. B. in der Nähe von Schulen zu Stoßzeiten.

## Auszeichnungen
- Am 12. Januar 1940 wurde Sergeant Charles Le Lievre mit der King's Police Medal für Tapferkeit im Zusammenhang mit einem Angriff am 9. Juni 1939 ausgezeichnet.
- Am 11. Dezember 1945 wurde Mr. A. Lamy mit der British Empire Medal für seine Verdienste während der Besatzungszeit ausgezeichnet.
- Am 1. Januar 1957 wurde die Queen’s Police Medal an den Polizeichef Mr. A. Lamy verliehen.
- Die British Empire Medal wurde an Sergeant Noel Trotter im Zusammenhang mit der Rettung eines Jungen verliehen, der am 4. August 1956 über eine Klippe gestürzt war.